# Mia Farrow
Pour les articles homonymes, voir Farrow.
Mia Farrow, nom de scène de Maria de Lourdes Villiers Farrow, est une actrice américaine, née le 9 février 1945 à Los Angeles.
Elle a été l'interprète de plus de quarante films, et a reçu plusieurs récompenses, dont un Golden Globe.
Elle est connue aussi pour ses engagements humanitaires, notamment en tant qu’ambassadeur de bonne volonté de l'Unicef. Elle s’est récemment impliquée sur la question du Darfour.
En 2008, elle est citée par le magazine américain Time comme étant l’une des personnes les plus influentes de la planète.

## Biographie

### Famille
Mia Farrow est la fille de John Farrow, réalisateur de cinéma américain d'origine australienne, et de Maureen O’Sullivan, actrice irlandaise (la célèbre Jane des films Tarzan). D’une famille de sept enfants, elle a trois sœurs — Prudence Farrow et les actrices Stephanie et Theresa Magdalena dite « Tisa » — et trois frères — Michael Damien (1939-1958), Patrick Joseph (1942-2009) et John Charles (né en 1946).
Elle grandit à Beverly Hills mais a souvent voyagé avec ses parents à l’occasion de films tournés en extérieur.

### Carrière

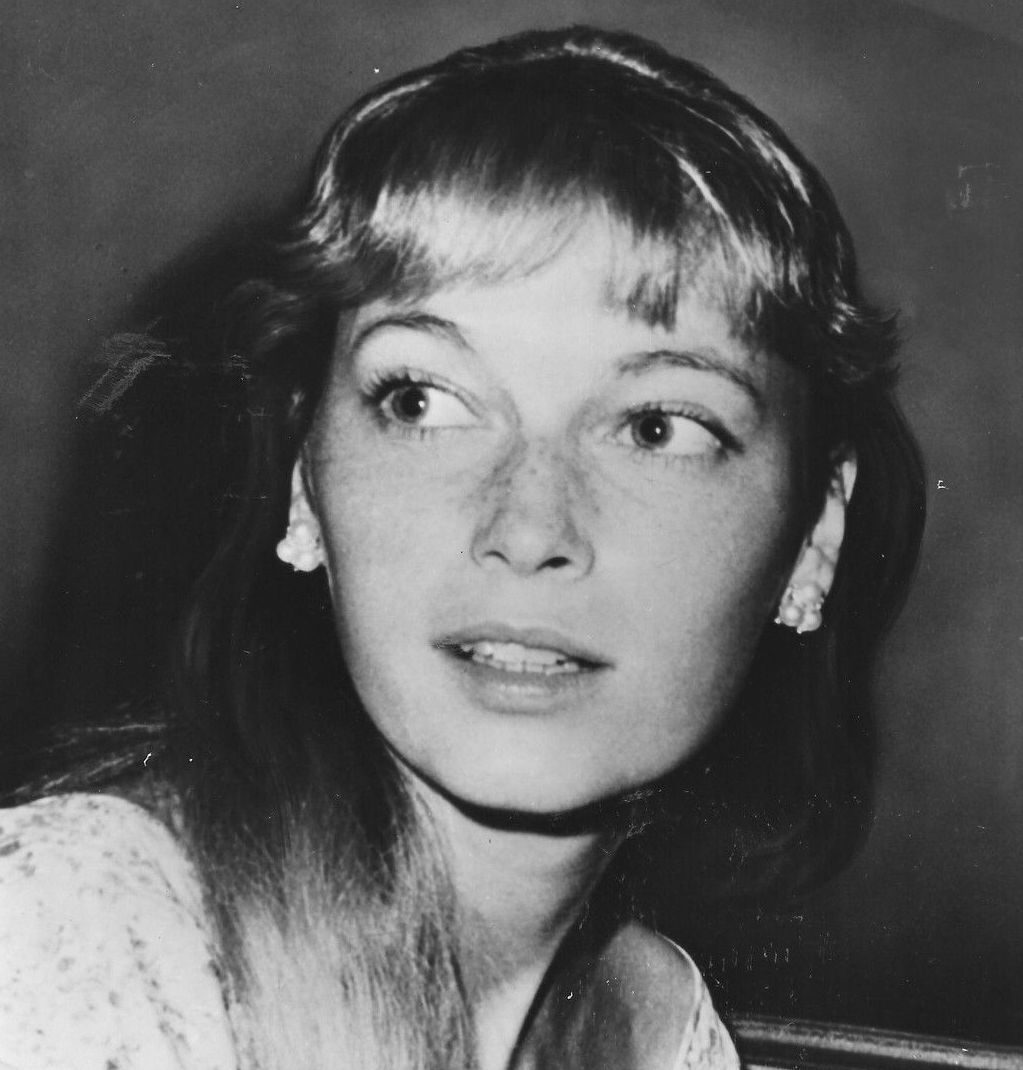
Mia Farrow en 1965.

En 1947, elle figure dans un film aux côtés de sa mère. Elle paraît dans un court métrage de neuf minutes destiné aux enfants, Duck and Cover, une production des années 1950. Le film est projeté dans les écoles pour apprendre aux enfants ce qu’il faut faire en cas d’attaque nucléaire : plonger et se couvrir !
Mia Farrow tourne un bout d’essai, sans lendemain, pour le rôle de Liesl von Trapp dans le film La Mélodie du bonheur. Le rôle échoit finalement à Charmian Carr. Ce métrage a été conservé et figure sur le DVD du quarantième anniversaire du film.
Farrow débute réellement sa carrière en 1959 dans un film réalisé par son père et intitulé John Paul Jones, maître des mers. Elle enchaînera des seconds rôles dans plusieurs films des années 1960. En 1964, sa prestation d’Allison Mackenzie, femme naïve et abandonnée, dans la série télévisée Peyton Place lui apporte un début de notoriété. Elle abandonnera le rôle deux ans plus tard sur les conseils pressants de son premier mari Frank Sinatra. Quatre ans après, c’est la consécration dans le rôle principal de Rosemary’s Baby réalisé par Roman Polanski (1968). Encensé par la critique, le film est un succès commercial et constitue toujours un classique des films d’épouvante.

L’interprétation de Mia Farrow dans ce film lui vaut de multiples récompenses dont le Golden Globe Award du meilleur espoir féminin de l’année et la conforte dans sa notoriété. Le critique et auteur américain Stephen Faber décrit sa prestation en ces termes : 

« Un choc électrisant… un des rares exemples d’une conjonction miraculeuse et quasiment mythique entre un acteur et son personnage. Si l’histoire d’Ira Levin touche astucieusement à la croyance de femmes enceintes qu’un étranger grandit en elles, Mia Farrow donne à ces croyances consistance et force,. »

Le critique de films Roger Ebert note que « le côté brillant de la production est surtout le fait de la direction de Polanski ainsi que d’interprétations réellement inspirées… Les personnages apparaissent comme des êtres humains en action. Une grande partie de cette réussite revient à Mia Farrow dans le rôle de Rosemary,. »
Après Rosemary’s baby, Farrow, pressentie pour tenir le rôle de Mattie dans le film Cent dollars pour un shérif, se montre enthousiaste mais, avant d’interpréter ce film, elle tourne Cérémonie secrète au Royaume-Uni avec Elizabeth Taylor et Robert Mitchum, qui lui apprend que Henry Hathaway, le réalisateur de Cent dollars pour un shérif, se montre très dur avec les actrices. Farrow demande alors au producteur Hal Wallis de remplacer Hathaway, ce qui lui est refusé. Farrow renonce donc au rôle, qui est confié à Kim Darby. Elle enchaîne avec Maldonne pour un espion (Anthony Mann, 1968), Terreur aveugle (Richard Fleischer, 1971). Cérémonie secrète reçoit un accueil mitigé de la part des critiques mais a connu un bel avenir. En 1969, Farrow donne la réplique à Dustin Hoffman pour le film John et Mary.
Tout au long des années 1970, Farrow se produit dans divers succès cinématographiques tels que See No Evil, film d’angoisse de 1971, Docteur Popaul (1972) de Claude Chabrol, Gatsby le Magnifique (1974) dans lequel Farrow incarne Daisy Buchanan, Un mariage (1978), film culte du réalisateur Robert Altman. Toujours en 1978, elle tient l’un des rôles principaux de Mort sur le Nil, adapté du célèbre roman d’Agatha Christie. Elle prête aussi son concours à différents téléfilms dont une version musicale de Peter Pan (1976) dans laquelle elle interprète le rôle-titre. En 1979, Farrow se produit au Broadway Theatre où elle donne la réplique à Anthony Perkins dans la comédie romantique de Bernard Slade.
Au cours des années 1980 et au début des années 1990, les relations entre Mia Farrow et le réalisateur Woody Allen aboutissent à de nombreux films en collaboration. Durant cette période, l’actrice paraît au générique de quasiment tous les films de Woody Allen chaleureusement salués par la critique comme Broadway Danny Rose, La Rose pourpre du Caire, Hannah et ses sœurs (où elle interprète le rôle-titre) et Alice (1990), à nouveau dans le rôle-titre. Farrow interprète aussi la mère de Kara (Helen Slater) pour Supergirl et prête sa voix à l’animation La Dernière Licorne (1982).
Au cours des années 1990, Mia Farrow est moins présente sur les plateaux de tournage pour se consacrer à l’éducation de ses enfants alors en bas âge. Elle prête néanmoins son concours à la production de plusieurs films marquants dont elle assure le rôle principal : Parfum de scandale (Widow’s Peak, 1994), Miami Rhapsody (1995) et Reckless (1995).

Plus récemment, l’actrice assume le personnage de Mrs. Baylock, la grand-mère satanique du remake The Omen. Bien que le film ait eu une critique plutôt tiède, la prestation de Farrow est appréciée. L’Associated Press déclare : 

« Dieu merci ! Mia Farrow… Un rare exemple où le nouvel Omen améliore l’ancien,. »

Filmcritic.com ajoute : « Farrow vole le spectacle,. » Le quotidien Seattle Post-Intelligencer renchérit « un rôle de rentrée réellement exquis pour Rosemary. Mia Farrow, hautement crédible, vous glace le sang dans les veines en grand-mère doucereuse tout droit venue de l’enfer »,.
Mia Farrow s’est encore produite à plusieurs reprises en 2007, par exemple dans Son ex et moi ou le premier volet de la trilogie Arthur et la Vengeance de Maltazard (Luc Besson). En 2008, elle donne la réplique à Jack Black, Mos Def et Danny Glover dans la production de Michel Gondry, Be Kind Rewind (Soyez sympas, rembobinez).

### Vie privée
Mia Farrow épouse le chanteur Frank Sinatra le 19 juillet 1966. Elle a 21 ans et lui 50. En 1968, Frank Sinatra lui demande d’abandonner le plateau de Rosemary's Baby au profit de son film Le Détective ; il se heurte à un refus. Il lui présente alors les papiers du divorce sur le plateau de tournage de Rosemary's Baby. Le divorce, prononcé en 1968, est relaté dans le livre de Jay J. Ames en 1976.
Dès le divorce prononcé, Mia Farrow et sa sœur cadette Prudence s’envolent pour l’Inde où elles passent une année entière à l’âshram de Maharishi Mahesh Yogi à Rishikesh, Uttarakhand. Elle y étudie la Méditation transcendantale en compagnie des Beatles et d’autres artistes comme Donovan ou Mike Love des Beach Boys. L’une et l’autre inspirent deux chansons de l’album blanc des Beatles composées par John Lennon. La chanson Dear Prudence s’adresse à la petite sœur, qui reste toute la journée cloitrée dans son bungalow pour méditer, sous la forme : Dear Prudence, won’t you come out to play?. L’autre chanson de l’album, Sexy Sadie, est inspirée par un incident survenu entre Mia et le Maharishi qui aurait fait des avances à l'actrice ; l'apprenant, John Lennon considère que le « Maître » est un imposteur, quitte l’âshram de Rishikesh avec éclat et écrit la chanson accusatrice Sexy Sadie (expression utilisée pour ne pas nommer ouvertement Maharishi).
En 1970, l’actrice épouse le chef d’orchestre et compositeur d’origine allemande André Previn. Dans une chanson acerbe intitulée Beware of Young Girls (Garde-toi des Jeunes Filles), Dory Previn, la précédente épouse de ce dernier reproche à Mia Farrow d'avoir détruit son mariage. Ils ont trois enfants et adoptent deux enfants vietnamiens puis une enfant coréenne, prénommée Soon-Yi (voir ci-après). Mia Farrow et André Previn divorcent en 1979 mais restent en bons termes.

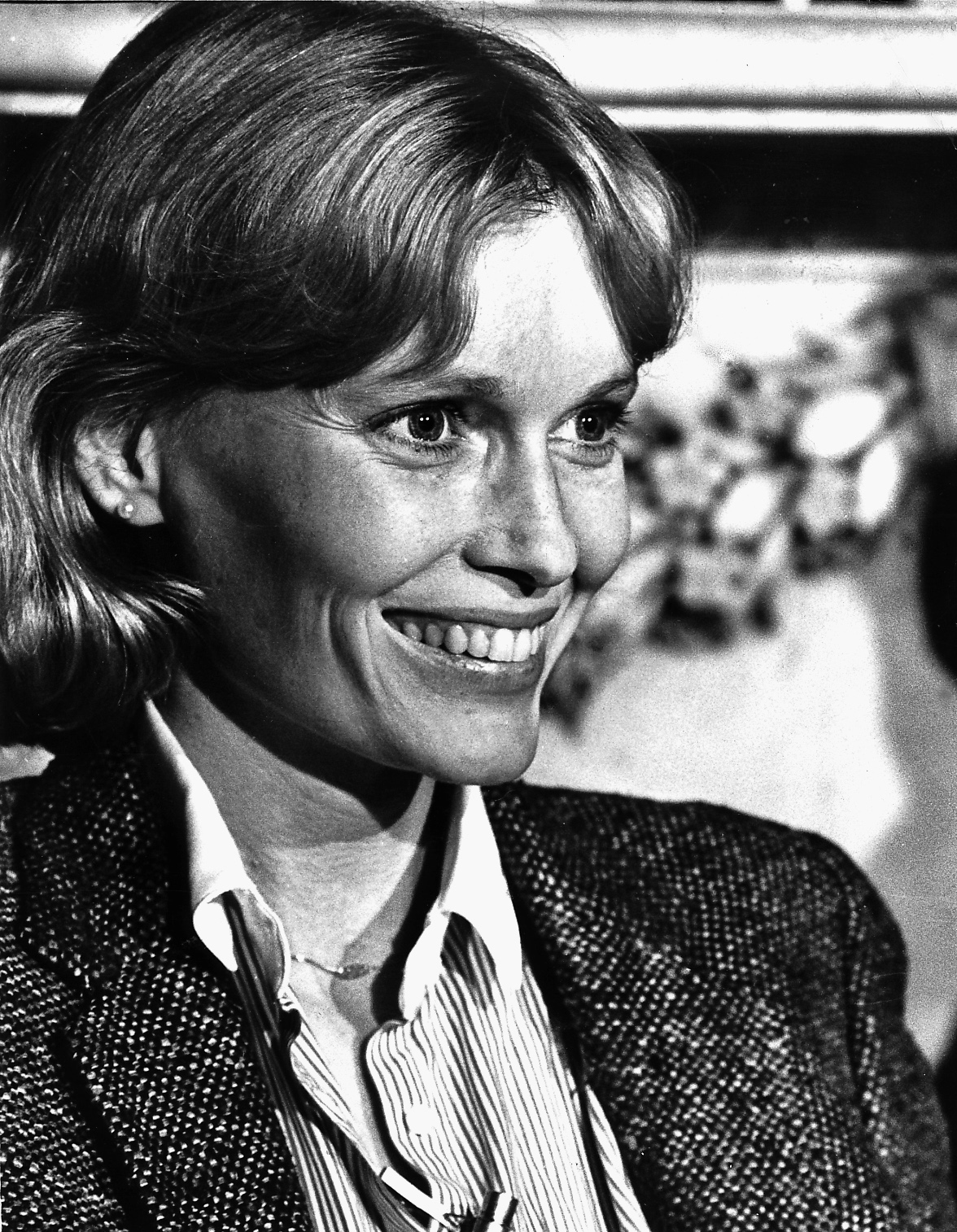
Mia Farrow en 1980.

Vers 1980, Mia Farrow commence une idylle de douze ans avec le réalisateur Woody Allen, pendant laquelle ils ne se sont jamais mariés et ne vivent même jamais sous le même toit. Durant cette période, Farrow est la vedette d’un certain nombre de films du réalisateur, où plusieurs de leurs enfants ont aussi joué des rôles.
Mia Farrow donne naissance en 1987 à Satchel Ronan O’Sullivan Farrow, présenté alors comme l'enfant naturel de Woody Allen (mais Mia Farrow confie ultérieurement que son père est peut-être Frank Sinatra), actuellement connu sous le nom de Ronan Farrow et avocat spécialisé dans les droits de l'homme. Le couple se sépare lorsque l’actrice découvre la relation sexuelle entre Woody Allen et Soon-Yi, la fille que Previn et elle avaient adoptée vers 1978. Au cours de la bataille juridique qui s’ensuit pour la garde de leurs trois enfants, Mia Farrow dépose une plainte contre Allen pour avoir abusé de leur fille adoptive Dylan alors âgée de sept ans. Allen rejette énergiquement ces accusations. Les charges pesant sur Woody Allen sont finalement abandonnées pour éviter de présenter l’enfant devant le tribunal (la garde ayant déjà été accordée à la mère, et Allen n'ayant pas le droit de visite), et que les enquêtes ont démontré les nombreuses incohérences du discours de Mia Farrow, bien que l'avocat de Farrow ait déclaré « avoir des présomptions sérieuses ».
Dylan Farrow, en 2014, maintient ses accusations et regrette de n'avoir pas témoigné plus jeune.
Moses, son frère, quant à lui témoignera des années plus tard sur le déroulement des faits ce jour-là ; et prendra la défense de son père adoptif qui n'a pas pu, d'après lui, avoir un comportement déplacé envers Dylan.
Finalement, Mia Farrow obtient la garde des enfants. Dans son autobiographie What Falls Away (Ce qui part), Mia Farrow révèle que Frank Sinatra lui aurait proposé de faire briser les jambes de Woody Allen.

Mia Farrow et Soon-Yi ne se sont plus revues depuis le mariage de cette dernière avec Woody Allen en 1997. Farrow qualifie cette perte de « tragique » dans les colonnes du journal The Observer déplorant « qu’elle ne revient pas ». Mia Farrow enchaîne en disant à propos de sa fille adoptive : 

« Elle était dans la rue en Corée lorsqu’elle a été appréhendée et conduite à l’orphelinat d’État. Et en me plaçant de son point de vue — un point de vue extrêmement limité — elle a amélioré sa situation. Pour une petite gamine coréenne… peut-être n’est-elle pas à blâmer. »

Soon-Yi aurait quant à elle déclaré que sa mère adoptive « n’était pas Mère Teresa ».
Plus tard, Mia Farrow adopte six autres enfants dont Gabriel Wilk Farrow en 1995 et nommé d’après Elliott Wilk, le juge qui a présidé la bataille juridique entre elle et Woody Allen en 1993. Tam Farrow, la fille adoptive de l’actrice est morte en 2000 des suites d’une longue maladie à l'âge de 21 ans. Le 25 décembre 2008, Mia Farrow perd une autre fille adoptive, Lark Previn, malade depuis une dizaine d’années du sida.
Mia Farrow perd encore son frère Patrick Joseph Farrow, né le 27 novembre 1942, sculpteur aux multiples récompenses qui s’est suicidé le 16 juin 2009 d’une balle dans la tête à l’intérieur de sa galerie d’art à l’enseigne Farrow Gallery de Castleton, Vermont, États-Unis. Il laisse sa femme Susan, artiste comme lui.
Mia Farrow partage son temps entre le loft qu’elle possède à New York dans le quartier de SoHo et une propriété à Bridgewater (Connecticut).
Elle est campée par l’actrice Nina Siemaszko dans la mini-série télévisée de CBS Television network intitulée Sinatra.
De ses différentes unions, quatre enfants sont nés :
- Matthew Phineas Previn et Sascha Villiers Previn, jumeaux, nés le 26 février 1970 ;
- Fletcher Farrow Previn, né le 14 mars 1974 ;
- Ronan Seamus Farrow, de son patronyme Satchel O’Sullivan Farrow, né le 19 décembre 1987, d’avec Woody Allen[24].

Par ailleurs, elle adopte onze autres enfants :
- avec André Previn :
  - Soon-Yi Previn, née en Corée du Sud le 8 octobre 1970 et adoptée vers 1978 ;
  - Lark Song Previn, née au Viêt Nam le 15 février 1973, adoptée la même année et morte à New York le 25 décembre 2008[25] ;
  - Summer Song Previn, également connue sous le nom de « Daisy », est née au Viêt Nam le 6 octobre 1974 et a été adoptée en 1975.
- avec Woody Allen :
  - Moses Amadeus Farrow surnommé « Misha » né le 27 janvier 1978 et adopté en 1980 ;
  - Dylan O’Sullivan Farrow surnommée « Eliza » née le 11 juillet 1985, elle s’appelle actuellement Malone.
- et six enfants adoptés à titre personnel :
  - Tam Farrow née en 1979 et morte en mars 2000 des suites d’une longue maladie ;
  - Isaiah Justus Farrow (né en 1992) ;
  - Kaeli-Shea Farrow surnommée « Quincy » a été adoptée en 1994 ;
  - Frankie-Minh, ainsi appelé en hommage à Frank Sinatra, est né en 1991. Farrow l’a adopté en 1995 ;
  - Thaddeus V. Farrow, né en 1988 et adopté en 1994. Il est mort le 21 septembre 2016 à l'hôpital de Danbury (Connecticut) des suites de ses blessures. Il avait été retrouvé blessé par balle dans sa voiture. L'origine criminelle ne serait pas avérée. Il pourrait s'agir d'un suicide. Le jeune était atteint d'une poliomyélite qui l'avait rendu paraplégique ;
  - Gabriel Wilk Farrow.

### Actrice engagée
Mia Farrow s’est faite l’avocate des droits de l’enfant, travaillant à récolter des fonds et s’occupant des enfants dans les régions en état de guerre, surtout en Afrique. Elle est Membre Bienveillant et Ambassadrice de l’Unicef. À ce titre, elle a beaucoup œuvré dans la lutte contre la poliomyélite dont elle a été victime dans son enfance. Elle s’est personnellement déplacée trois fois au Darfour. Les deux premières en novembre 2004 et juin 2006, en compagnie de son fils Ronan (qui a travaillé pour l’UNICEF au Soudan), pour plaider en faveur des réfugiés de ce pays. Les photographies qu’elle a prises au cours de ses voyages ont été publiées dans les pages du magazine People au mois de juillet 2006. Elle a aussi autorisé la publication sous son nom, dans les colonnes du Chicago Tribune du 25 juillet 2006, d’un article traitant de la crise que traverse le pays.
La même année 2006, on retrouve Mia Farrow à Berlin pour prendre part à une action caritative des Oursons Unis qui vend les dessins de 142 artistes membres des Nations unies.
Farrow donne son aval pour publier un éditorial sous son nom dans les colonnes du Los Angeles Times. Il paraît le 5 février 2007 sous le titre « World must not turn away from Darfur’s desperation » et part pour un troisième voyage au Darfour dans le cadre d’un film documentaire sur ce pays. Le 7 août 2007, l’actrice offre « d’échanger sa liberté » contre celle d’un chef rebelle hospitalisé dans un hôpital des Nations unies mais peu désireux de le quitter par peur de représailles. Elle souhaite être incarcérée en échange de la possibilité pour le rebelle de quitter le pays.
Depuis 2007, Mia Farrow s’est impliquée dans la campagne « Un rêve pour le Darfour » qui a fait un effort important pour sensibiliser l’opinion publique chinoise à soutenir le gouvernement soudanais avec une attention toute particulière sur les Jeux olympiques de l’été 2008 qui se sont déroulés à Beijing. En mai 2007, l’actrice, alors ambassadrice de l’Unicef, envoie au Wall Street Journal une lettre ouverte à Steven Spielberg dans laquelle elle lui reproche son rôle de conseiller artistique du gouvernement chinois pour les émissions télévisées des Jeux olympiques de 2008. Elle y spécifie que le réalisateur risquait de devenir le « Leni Riefenstahl des Jeux de Pékin ». Sa démarche fait suite à deux lettres qu’elle lui avait adressées personnellement, et qui étaient restées sans réponse. Mia Farrow demande au réalisateur américain de quitter ce qu’elle appelle « les Jeux du génocide » si le gouvernement chinois ne se décide pas à peser sur le Soudan pour mettre fin à la crise du Darfour.
Talonné par Mia Farrow, Spielberg démissionne de la charge le 2 février 2008 dans la droite ligne de George Clooney, qui décide de faire pression sur OMEGA (chronométrage des JO)[pas clair]. En outre, pendant la diffusion des Jeux, Mia Farrow, depuis un camp de réfugiés soudanais, a mis en lumière par Internet l’implication de la Chine dans la région.
L’actrice a récemment accepté de prêter sa voix à un film documentaire intitulé As We Forgive Those relatant la lutte de nombreux survivants du génocide des Tutsi au Rwanda pour pardonner aux assassins de leurs pères, mères, sœurs, frères, enfants et amis.
Mia Farrow a monté son propre site Internet comprenant un blog avec des entrées pour le Darfour, le Tchad et la République centrafricaine. Le site renferme aussi un guide exposant la manière de s’impliquer dans l’activisme au Darfour, accompagné des photos qu’elle a prises lors de ses voyages dans le pays.
Le 4 mars 2009, la Cour pénale internationale émet un mandat d’arrêt contre le président du Soudan Omar al-Bashir provoquant l’expulsion de 13 missions humanitaires. Mia Farrow s’élève contre cette situation en entamant un jeûne le 27 avril 2009 pendant douze jours. Elle absorbe uniquement de l’eau. Le 8 mai, elle doit mettre fin à son jeûne en raison de problèmes de santé.
Lors de la campagne pour l'élection présidentielle américaine de 2016, elle soutient Bernie Sanders.
En 2022, elle participe à la série The Watcher sur Netflix.

## Filmographie
| Année       | Titre français                          | Titre original                        | Rôle                              | Réalisateur                     |
| ----------- | --------------------------------------- | ------------------------------------- | --------------------------------- | ------------------------------- |
| 1959        | John Paul Jones, maître des mers        | John Paul Jones                       |                                   | John Farrow                     |
| 1964        | Les Canons de Batasi                    | Guns at Batasi                        | Karen Erickson                    | John Guillermin                 |
| 1964        | Peyton Place (série TV)                 |                                       | Allison Mackenzie (1964-1966)     |                                 |
| 1967        | Johnny Belinda (TV)                     |                                       | Belinda MacDonald                 | Paul Bogart                     |
| 1968        | Cérémonie secrète                       | Secret Ceremony                       | Cenci                             | Joseph Losey                    |
| 1968        | Rosemary’s Baby                         |                                       | Rosemary Woodhouse                | Roman Polanski                  |
| 1968        | Maldonne pour un espion                 | A Dandy in Aspic                      | Caroline                          | Anthony Mann et Laurence Harvey |
| 1969        | John et Mary                            | John and Mary                         | Mary                              | Peter Yates                     |
| 1971        | Terreur aveugle                         | Blind Terror                          | Sarah                             | Richard Fleischer               |
| 1971        | Goodbye, Raggedy Ann (TV)               |                                       | Brooke Collier                    | Fielder Cook                    |
| 1972        | Sentimentalement vôtre                  | Follow Me!                            | Belinda                           | Carol Reed                      |
| 1972        | Docteur Popaul                          |                                       | Christine Dupont                  | Claude Chabrol                  |
| 1974        | Le Muppet Show (TV)                     |                                       | Elle-même                         |                                 |
| 1974        | Gatsby le Magnifique                    | The Great Gatsby                      | Daisy Buchanan                    | Jack Clayton                    |
| 1976        | Peter Pan                               |                                       | Peter Pan                         | Dwight Hemion                   |
| 1977        | Le Cercle infernal                      | Full Circle                           | Julia Lofting                     | Richard Loncraine               |
| 1978        | Un mariage                              | A Wedding                             | Elizabeth ‘Buffy’ Brenner         | Robert Altman                   |
| 1978        | Avalanche                               |                                       | Caroline Brace                    | Corey Allen                     |
| 1978        | Mort sur le Nil                         | Death on the Nile                     | Jacqueline De Bellefort           | John Guillermin                 |
| 1979        | L'Ouragan                               | Hurricane                             | Charlotte Bruckner                | Jan Troell                      |
| 1982        | Sarah (TV)                              |                                       | La narratrice                     | Yoram Gross                     |
| 1982        | Comédie érotique d’une nuit d’été       | A Midsummer Night’s Sex Comedy        | Ariel                             | Woody Allen                     |
| 1982        | La Dernière Licorne                     | The Last Unicorn                      | La licorne/Amalthea (voix)        | Jules Bass et Arthur Rankin Jr. |
| 1983        | Zelig                                   |                                       | Dr Eudora Nesbitt Fletcher        | Woody Allen                     |
| 1984        | Broadway Danny Rose                     |                                       | Tina Vitale                       | Woody Allen                     |
| 1984        | Supergirl                               |                                       | Alura                             | Jeannot Szwarc                  |
| 1985        | La Rose pourpre du Caire                | The Purple Rose of Cairo              | Cecilia                           | Woody Allen                     |
| 1986        | Hannah et ses sœurs                     | Hannah and Her Sisters                | Hannah                            | Woody Allen                     |
| 1987        | Radio Days                              |                                       | Sally White                       | Woody Allen                     |
| 1987        | September                               |                                       | Lane                              | Woody Allen                     |
| 1988        | Une autre femme                         | Another Woman                         | Hope                              | Woody Allen                     |
| 1989        | New York Stories                        | Le Complot d'Œdipe (Oedipus Wrecks)   | Lisa                              | Woody Allen                     |
| 1989        | Crimes et Délits                        | Crimes and Misdemeanors               | Halley Reed                       | Woody Allen                     |
| 1990        | Alice                                   |                                       | Alice Tate                        | Woody Allen                     |
| 1992        | Ombres et Brouillard                    | Shadows and Fog                       | Irmy                              | Woody Allen                     |
| 1992        | Maris et Femmes                         | Husbands and Wives                    | Judy Roth                         | Woody Allen                     |
| 1994        | Parfum de scandale                      | Widows’ Peak                          | Miss Katherine O’Hare/Clancy      | John Irvin                      |
| 1995        | Miami Rhapsodie                         | Miami Rhapsody                        | Nina Marcus                       | David Frankel                   |
| 1995        | Reckless                                |                                       | Rachel                            | Norman René                     |
| 1996        | Angela Mooney                           |                                       | Angela Mooney                     | Tom McArdle (en)                |
| 1997        | Redux Riding Hood                       |                                       | Doris/Mme Wolf (voix)             | Steve Moore                     |
| 1998        | Miracle à Minuit                        | Miracle at Midnight (TV)              | Doris Koster                      | Ken Cameron                     |
| 1999        | Au cœur du labyrinthe                   | Forget Me Never (TV)                  | Diane McGowin                     | Robert Allan Ackerman           |
| 1999        | Coming Soon                             |                                       | Judy Hodsell                      | Colette Burson (en)             |
| 2000 - 2003 | New York 911 (TV)                       |                                       | Mona Mitchell                     |                                 |
| 2001        | Affaires de femmes                      | A Girl Thing (TV)                     | Betty McCarthy                    | Lee Rose                        |
| 2002        | Purpose                                 |                                       | Anna Simmons                      | Alan Ari Lazar                  |
| 2002        | La Vie secrète de Zoé                   | (The Secret Life of Zoey) (TV)        | Marcia Carter                     | Robert Mandel                   |
| 2004        | Samantha: An American Girl Holiday (TV) |                                       | Grandmary Edwards                 | Nadia Tass                      |
| 2006        | La Malédiction                          | The Omen                              | Mrs. Baylock                      | John Moore                      |
| 2006        | Arthur et les Minimoys                  |                                       | Grand-mère d’Arthur               | Luc Besson                      |
| 2007        | Son ex et moi                           | The Ex                                | Amelia Kowalski, la mère de Sofia | Jesse Peretz                    |
| 2008        | Soyez sympas, rembobinez                | Be Kind Rewind                        | Miss Falewicz                     | Michel Gondry                   |
| 2009        | Arthur et la Vengeance de Maltazard     | Arthur and the Vengeance of Malthazar | Grand-mère d'Arthur               | Luc Besson                      |
| 2010        | Arthur 3 : La Guerre des deux mondes    | Arthur and the War of Two Worlds      | Grand-mère d'Arthur               | Luc Besson                      |
| 2011        | Dark Horse                              |                                       | Phyllis                           | Todd Solondz                    |
| 2022        | The Watcher                             |                                       | Pearl Winslow                     | Paris Barclay                   |

## Distinctions

### Récompenses et nominations
Mia Farrow a reçu le prix du Meilleur espoir féminin aux Golden Globe Award de 1965 et nommée sept fois par la suite. Elle a également été nommée à quatre reprises aux British Academy of Film and Television Arts, une fois aux Saturn Award et une fois aux Razzie Awards qui fustige la pire actrice de l’année.
| Année | Cérémonie                                       | Prix                                                                                 | Œuvre                                              |
| ----- | ----------------------------------------------- | ------------------------------------------------------------------------------------ | -------------------------------------------------- |
| 1965  | Golden Globe Award                              | Golden Globe de la révélation féminine de l'année avec Celia Kaye et Mary Ann Mobley |                                                    |
| 1966  | Golden Globe Award                              | Nommée comme Meilleure actrice dans une série télévisée                              | Peyton Place                                       |
| 1969  | Golden Globe Award                              | Nommée comme Meilleure actrice dans un film dramatique                               | Rosemary’s Baby                                    |
| 1970  | Golden Globe Award                              | Nommée comme Meilleure actrice dans un film musical ou une comédie                   | John et Mary                                       |
| 1970  | British Academy of Film and Television Arts     | Nommée comme Meilleure actrice                                                       | John et Mary, Rosemary’s Baby et Cérémonie secrète |
| 1972  | Festival international du film de San Sebastián | Meilleure actrice                                                                    | Sentimentalement vôtre                             |
| 1983  | Razzie Awards                                   | Nommée comme Pire actrice                                                            | Comédie érotique d’une nuit d’été                  |
| 1985  | Golden Globe Award                              | Nommée comme Meilleure actrice dans un film musical ou une comédie                   | Broadway Danny Rose                                |
| 1986  | Golden Globe Award                              | Nommée comme Meilleure actrice dans un film musical ou une comédie                   | La Rose pourpre du Caire                           |
| 1986  | British Academy of Film and Television Arts     | Nommée comme Meilleure actrice                                                       | La Rose pourpre du Caire                           |
| 1986  | Saturn Award                                    | Nommée comme Meilleure actrice                                                       | La Rose pourpre du Caire                           |
| 1987  | British Academy of Film and Television Arts     | Nommée comme Meilleure actrice                                                       | Hannah et ses sœurs                                |
| 1991  | Golden Globe Award                              | Nommée comme Meilleure actrice dans un film musical ou une comédie                   | Alice                                              |
| 2000  | Golden Globe Award                              | Nommée comme Meilleure actrice dans une minisérie ou un téléfilm                     | Forget Me Never                                    |

## Voix francophones
En France, Élisabeth Wiener fut la voix régulière de Mia Farrow jusqu'en 2006.
- Élisabeth Wiener dans :
  - Comédie érotique d'une nuit d'été
  - Zelig
  - Broadway Danny Rose
  - Hannah et ses sœurs
  - Radio Days
  - Une autre femme
  - New York Stories
  - Crimes et Délits
  - Alice
  - Parfum de scandale
  - La Malédiction

- Frédérique Tirmont dans :
  - Ombres et Brouillard
  - Maris et Femmes
  - Miami Rhapsodie
  - Miracle à Minuit (téléfilm)
  - Affaires de femmes (téléfilm)
  - Arthur et les Minimoys
  - Arthur et la Vengeance de Maltazard
  - Arthur 3 : La Guerre des deux mondes

- Arlette Thomas (*1927 - 2015) dans :
  - John et Mary
  - Le Cercle infernal
  - Mort sur le Nil

- Sylvie Feit[37] (*1949 - 2021) dans :
  - Peter Pan
  - Avalanche
  - Hurricane

- Anne Jolivet dans :
  - Terreur aveugle
  - Supergirl (1er doublage)

Et aussi
- Brigitte Morisan dans Cérémonie secrète
- Nicole Favart dans Rosemary's Baby
- Thalie Frugès (*1946 - 1988) dans Docteur Popaul
- Brigitte Fossey dans Gatsby le Magnifique (1er doublage)
- Maïk Darah dans La Dernière Licorne (voix)
- Josiane Stoléru dans La Rose pourpre du Caire
- Claire Guyot dans Gatsby le Magnifique (2e doublage)
- Valérie Siclay dans Supergirl (2e doublage, version director's cut de 2006)
- Catherine Lafond dans Soyez sympas, rembobinez
- Béatrice Delfe dans The Watcher

### Sur les engagements de Mia Farrow
- (en) Interview de Mia Farrow concernant le Darfour réalisés pour le compte d’une revue d’art et de politique
- (en) "A sorry Hollywood story" commentaires de Philip Cunningham concernant Mia Farrow et la politique à Hollywood
- (en) Mia & Ronan Farrow Rapport sur le Darfour, publié sur le site Internet de Genocide Intervention Network, voir également l’article (Genocide Intervention Network) sur le Wikipedia anglophone
- (en) Interview du London Observer paru dans les colonnes du quotidien d’information britannique The Guardian
- (en) Mia Farrow: « My faith helps me through hard times » « Ma foi me soutient dans les circonstances difficiles » (The Independent)
- (en) Interview de Mia Farrow Interview télévisée conduite par George Stroumboulopoulos pour l’émission The Hour diffusée sur les antennes de CBS Television